# Mesaj

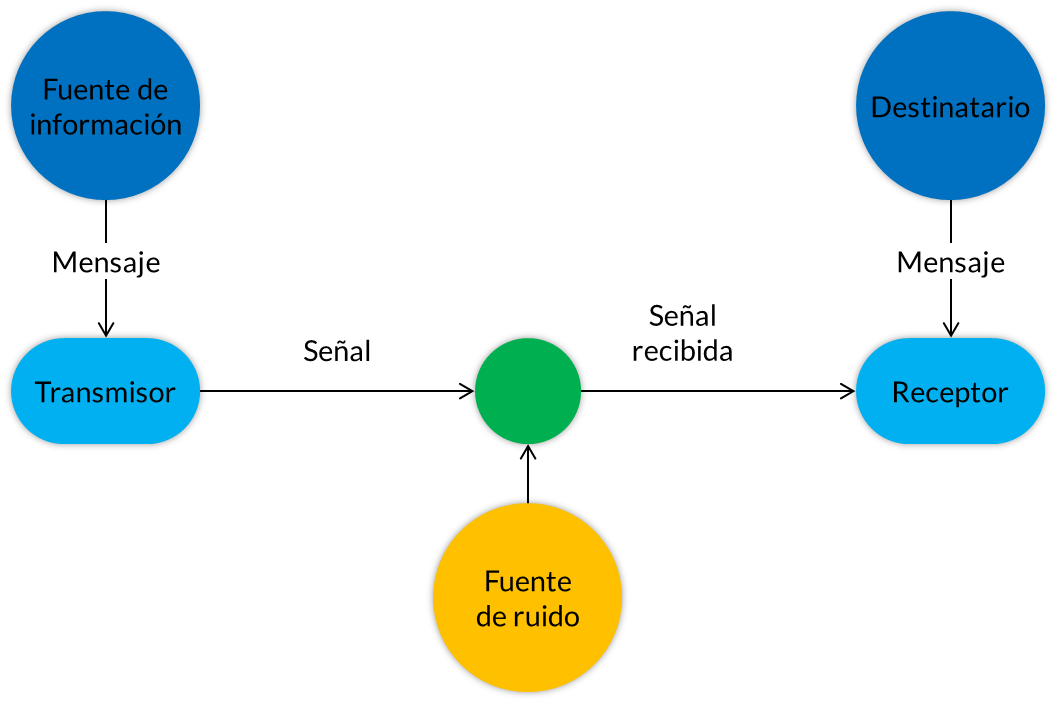
Schemă simplificată a factorilor de comunicare elaborată de Claude Shannon în teoria informației.

Mesajul este, în sensul cel mai general, obiectul comunicării. El este definit ca informația sau enunțul verbal pe care emițătorul o trimite către receptor prin intermediul unui canal de comunicare sau mijloc de comunicare (cum ar fi de vorbirea sau scrierea, de exemplu). Cu toate acestea, termenul se aplică, de asemenea, în funcție de context, prezentării informației, adică simbolurilor folosite pentru a transmite mesajul. În orice caz, mesajul este o parte fundamentală a procesului de schimb de informații. 

## Definiție comună
- În scris, un text scurt care transmite, într-un limbaj simplu, informații de la o persoană care este absentă în momentul scrierii.
- Orice gând sau o idee exprimată pe scurt și pregătită pentru a fi transmisă prin orice mijloc de comunicare.
- O cantitate arbitrară de informații al cărui început și sfârșit sunt definite sau sunt identificabile.
- Informații înregistrate, un flux de date exprimate într-o notație obișnuită sau criptică și pregătit într-un format specific pentru a fi transmis prin orice mijloc de telecomunicații.
- Mesajul electronic (sau scrisoarea electronică) este acel mesaj care este transmis de o persoană prin e-mail. Este echivalentul electronic al scrisorii tradiționale scrise de mână sau tipărite, de obicei, pe hârtie și transportată fizic prin poștă.
- Astăzi este folosit, de asemenea, termenul mesagerie instantanee pentru toate sistemele de telecomunicații, care permit trimiterea de mesaje text instantaneu către utilizatorii conectați la o rețea care oferă acest serviciu.

## Forme de limbaj
- Intenție de comunicare informativă: știri jurnalistice, texte științifice, texte umaniste etc.[1]
- Intenție de comunicare imperativă: texte juridice, texte administrative etc.[1]
- Intenție de comunicare persuasivă: texte propagandistice, texte publicitare, eseuri etc.[1]
- Intenție de comunicare estetică: texte literare: texte lirice, texte narative, texte dramatice etc.[1]